# Cincinnati Open 2020 - Qualificazioni singolare femminile
Le qualificazioni del singolare femminile del Cincinnati Open 2020 sono state un torneo di tennis preliminare per accedere alla fase finale della manifestazione. Le vincitrici dell'ultimo turno sono entrate di diritto nel tabellone principale. In caso di ritiro di una o più giocatrici aventi diritto a queste sono subentrati le lucky loser, ossia le giocatrici che hanno perso nell'ultimo turno ma che avevano una classifica più alta rispetto alle altre partecipanti che avevano comunque perso nel turno finale.

## Teste di serie
1. Jil Teichmann (qualificata)
2. Anna Blinkova (primo turno)
3. Lauren Davis (primo turno)
4. Zarina Dijas (primo turno)
5. Laura Siegemund (qualificata)
6. Dar'ja Kasatkina (ultimo turno, Lucky loser)
7. Arantxa Rus (qualificata)
8. Nao Hibino (primo turno)
9. Taylor Townsend (primo turno)
10. Sorana Cîrstea (ultimo turno)
11. Misaki Doi (primo turno)
12. Kirsten Flipkens (qualificata)

1. Madison Brengle (primo turno)
2. Jessica Pegula (qualificata)
3. Viktória Kužmová (ultimo turno)
4. Patricia Maria Țig (primo turno)
5. Nina Stojanović (ultimo turno)
6. Christina McHale (qualificata)
7. Mónica Puig (primo turno)
8. Danka Kovinić (primo turno)
9. Paula Badosa (ultimo turno)
10. Shelby Rogers (ultimo turno)
11. Jasmine Paolini (primo turno)
12. Kristie Ahn (ultimo turno)

## Qualificate
1. Jil Teichmann
2. Leylah Fernandez
3. Jessica Pegula
4. Ann Li
5. Laura Siegemund
6. Christina McHale

1. Arantxa Rus
2. Catherine Bellis
3. Vera Zvonarëva
4. Anna Kalinskaja
5. Océane Dodin
6. Kirsten Flipkens

### Lucky loser
1. Dar'ja Kasatkina

## Tabellone

### Legenda
| - Q = Qualificato - WC = Wild card - LL = Lucky loser | - ALT = Alternate - SE = Special Exempt - PR = Protected Ranking | - w/o = Walkover - r = Ritirato - d = Squalificato |

### Sezione 1
|  | Primo turno | Primo turno         | Primo turno         | Primo turno | Primo turno |  |  | Ultimo turno | Ultimo turno  | Ultimo turno  | Ultimo turno | Ultimo turno |  |
|  |             |                     |                     |             |             |  |  |              |               |               |              |              |  |
|  | 1           | Jil Teichmann       | Jil Teichmann       | 6           | 6           |  |  |              |               |               |              |              |  |
|  |             | Aliona Bolsova      | Aliona Bolsova      | 2           | 2           |  |  | 1            | Jil Teichmann | Jil Teichmann | 6            | 6            |  |
|  |             | Margarita Gasparjan | Margarita Gasparjan | 3           | 63          |  |  | 22           | Shelby Rogers | Shelby Rogers | 3            | 4            |  |
|  | 22          | Shelby Rogers       | Shelby Rogers       | 6           | 7           |  |  |              |               |               |              |              |  |

### Sezione 2
|  | Primo turno | Primo turno        | Primo turno        | Primo turno | Primo turno |  |  | Ultimo turno | Ultimo turno     | Ultimo turno     | Ultimo turno | Ultimo turno |  |
|  |             |                    |                    |             |             |  |  |              |                  |                  |              |              |  |
|  | 2           | Anna Blinkova      | Anna Blinkova      | 1           | 4           |  |  |              |                  |                  |              |              |  |
|  |             | Leylah Fernandez   | Leylah Fernandez   | 6           | 6           |  |  |              | Leylah Fernandez | Leylah Fernandez | 6            | 6            |  |
|  |             | Anna-Lena Friedsam | Anna-Lena Friedsam | 5           | 0           |  |  | 24           | Kristie Ahn      | Kristie Ahn      | 4            | 1            |  |
|  | 24          | Kristie Ahn        | Kristie Ahn        | 7           | 6           |  |  |              |                  |                  |              |              |  |

### Sezione 3
|  | Primo turno | Primo turno        | Primo turno        | Primo turno | Primo turno |  |  | Ultimo turno | Ultimo turno       | Ultimo turno | Ultimo turno | Ultimo turno |  |
|  |             |                    |                    |             |             |  |  |              |                    |              |              |              |  |
|  | 3           | Lauren Davis       | Lauren Davis       | 4           | 1           |  |  |              |                    |              |              |              |  |
|  |             | Ljudmila Samsonova | Ljudmila Samsonova | 6           | 6           |  |  |              | Ljudmila Samsonova | 3            | 6            | 2            |  |
|  |             | Varvara Gračëva    | Varvara Gračëva    | 5           | 68          |  |  | 14           | Jessica Pegula     | 6            | 3            | 6            |  |
|  | 14          | Jessica Pegula     | Jessica Pegula     | 7           | 7           |  |  |              |                    |              |              |              |  |

### Sezione 4
|  | Primo turno | Primo turno      | Primo turno      | Primo turno | Primo turno |  |  | Ultimo turno | Ultimo turno     | Ultimo turno     | Ultimo turno | Ultimo turno |  |
|  |             |                  |                  |             |             |  |  |              |                  |                  |              |              |  |
|  | 4           | Zarina Dijas     | Zarina Dijas     | 1           | 3           |  |  |              |                  |                  |              |              |  |
|  | WC          | Ann Li           | Ann Li           | 6           | 6           |  |  | WC           | Ann Li           | Ann Li           | 6            | 7            |  |
|  |             | Greet Minnen     | Greet Minnen     | 5           | 2           |  |  | 15           | Viktória Kužmová | Viktória Kužmová | 3            | 65           |  |
|  | 15          | Viktória Kužmová | Viktória Kužmová | 7           | 6           |  |  |              |                  |                  |              |              |  |

### Sezione 5
|  | Primo turno | Primo turno       | Primo turno      | Primo turno | Primo turno |  |  | Ultimo turno | Ultimo turno      | Ultimo turno      | Ultimo turno | Ultimo turno |  |
|  |             |                   |                  |             |             |  |  |              |                   |                   |              |              |  |
|  | 5           | Laura Siegemund   | Laura Siegemund  | 6           | 7           |  |  |              |                   |                   |              |              |  |
|  |             | Kateryna Kozlova  | Kateryna Kozlova | 0           | 5           |  |  | 5            | Laura Siegemund   | Laura Siegemund   | 6            | 6            |  |
|  |             | Caroline Dolehide | 6                | 2           | 6           |  |  |              | Caroline Dolehide | Caroline Dolehide | 3            | 3            |  |
|  | 23          | Jasmine Paolini   | 3                | 6           | 4           |  |  |              |                   |                   |              |              |  |

### Sezione 6
|  | Primo turno | Primo turno           | Primo turno | Primo turno | Primo turno |  |  | Ultimo turno | Ultimo turno     | Ultimo turno     | Ultimo turno | Ultimo turno |  |
|  |             |                       |             |             |             |  |  |              |                  |                  |              |              |  |
|  | 6           | Dar'ja Kasatkina      | 7           | 4           | 6           |  |  |              |                  |                  |              |              |  |
|  | PR          | Kateryna Bondarenko   | 6(1)        | 6           | 0           |  |  | 6            | Dar'ja Kasatkina | Dar'ja Kasatkina | 3            | 5            |  |
|  | WC          | Usue Maitane Arconada | 2           | 6           | 4           |  |  | 18           | Christina McHale | Christina McHale | 6            | 7            |  |
|  | 18          | Christina McHale      | 6           | 2           | 6           |  |  |              |                  |                  |              |              |  |

### Sezione 7
|  | Primo turno | Primo turno        | Primo turno        | Primo turno | Primo turno |  |  | Ultimo turno | Ultimo turno    | Ultimo turno    | Ultimo turno | Ultimo turno |  |
|  |             |                    |                    |             |             |  |  |              |                 |                 |              |              |  |
|  | 7           | Arantxa Rus        | 7                  | 4           | 6           |  |  |              |                 |                 |              |              |  |
|  |             | Stefanie Vögele    | 5                  | 6           | 1           |  |  | 7            | Arantxa Rus     | Arantxa Rus     | 6            | 6            |  |
|  |             | Vitalija D'jačenko | Vitalija D'jačenko | 2           | 4           |  |  | 17           | Nina Stojanović | Nina Stojanović | 4            | 3            |  |
|  | 17          | Nina Stojanović    | Nina Stojanović    | 6           | 6           |  |  |              |                 |                 |              |              |  |

### Sezione 8
|  | Primo turno | Primo turno         | Primo turno      | Primo turno | Primo turno |  |  | Ultimo turno | Ultimo turno        | Ultimo turno | Ultimo turno | Ultimo turno |  |
|  |             |                     |                  |             |             |  |  |              |                     |              |              |              |  |
|  | 8           | Nao Hibino          | 7                | 3           | 3           |  |  |              |                     |              |              |              |  |
|  |             | Ysaline Bonaventure | 63               | 6           | 6           |  |  |              | Ysaline Bonaventure | 6            | 4            | 1            |  |
|  | WC          | Catherine Bellis    | Catherine Bellis | 6           | 7           |  |  | WC           | Catherine Bellis    | 4            | 6            | 6            |  |
|  | 13          | Madison Brengle     | Madison Brengle  | 3           | 64          |  |  |              |                     |              |              |              |  |

### Sezione 9
|  | Primo turno | Primo turno     | Primo turno     | Primo turno | Primo turno |  |  | Ultimo turno | Ultimo turno   | Ultimo turno   | Ultimo turno | Ultimo turno |  |
|  |             |                 |                 |             |             |  |  |              |                |                |              |              |  |
|  | 9           | Taylor Townsend | Taylor Townsend | 2           | 0           |  |  |              |                |                |              |              |  |
|  |             | Astra Sharma    | Astra Sharma    | 6           | 6           |  |  |              | Astra Sharma   | Astra Sharma   | 4            | 2            |  |
|  |             | Vera Zvonarëva  | Vera Zvonarëva  | 6           | 6           |  |  |              | Vera Zvonarëva | Vera Zvonarëva | 6            | 6            |  |
|  | 20          | Danka Kovinić   | Danka Kovinić   | 2           | 2           |  |  |              |                |                |              |              |  |

### Sezione 10
|  | Primo turno | Primo turno        | Primo turno        | Primo turno | Primo turno |  |  | Ultimo turno | Ultimo turno    | Ultimo turno    | Ultimo turno | Ultimo turno |  |
|  |             |                    |                    |             |             |  |  |              |                 |                 |              |              |  |
|  | 10          | Sorana Cîrstea     | Sorana Cîrstea     | 6           | 6           |  |  |              |                 |                 |              |              |  |
|  | WC          | Robin Montgomery   | Robin Montgomery   | 1           | 4           |  |  | 10           | Sorana Cîrstea  | Sorana Cîrstea  | 5            | 4            |  |
|  |             | Anna Kalinskaja    | Anna Kalinskaja    | 6           | 6           |  |  |              | Anna Kalinskaja | Anna Kalinskaja | 7            | 6            |  |
|  | 16          | Patricia Maria Țig | Patricia Maria Țig | 4           | 2           |  |  |              |                 |                 |              |              |  |

### Sezione 11
|  | Primo turno | Primo turno          | Primo turno          | Primo turno | Primo turno |  |  | Ultimo turno | Ultimo turno | Ultimo turno | Ultimo turno | Ultimo turno |  |
|  |             |                      |                      |             |             |  |  |              |              |              |              |              |  |
|  | 11          | Misaki Doi           | Misaki Doi           | 1           | 3           |  |  |              |              |              |              |              |  |
|  |             | Océane Dodin         | Océane Dodin         | 6           | 6           |  |  |              | Océane Dodin | Océane Dodin | 6            | 6            |  |
|  |             | Francesca Di Lorenzo | Francesca Di Lorenzo | 4           | 3           |  |  | 21           | Paula Badosa | Paula Badosa | 4            | 1            |  |
|  | 21          | Paula Badosa         | Paula Badosa         | 6           | 6           |  |  |              |              |              |              |              |  |

### Sezione 12
|  | Primo turno | Primo turno       | Primo turno | Primo turno | Primo turno |  |  | Ultimo turno | Ultimo turno     | Ultimo turno | Ultimo turno | Ultimo turno |  |
|  |             |                   |             |             |             |  |  |              |                  |              |              |              |  |
|  | 12          | Kirsten Flipkens  | 5           | 7           | 7           |  |  |              |                  |              |              |              |  |
|  |             | Katarina Zavac'ka | 7           | 5           | 62          |  |  | 12           | Kirsten Flipkens | 6            | 2            |              |  |
|  | WC          | Katie Volynets    | 4           | 7           | 6           |  |  | WC           | Katie Volynets   | 1            | 0            | r            |  |
|  | 19          | Mónica Puig       | 6           | 64          | 3           |  |  |              |                  |              |              |              |  |